# هورست إتش باومان
هورست إتش باومان (بالألمانية: Horst H. Baumann)‏ هو مصور ومهندس معماري ألماني، ولد في 19 يونيو 1934 في آخن في ألمانيا، وتوفي في 24 مايو 2019.